# Erich Cuntz
Erich Cuntz   (23 de desembre de 1916 - 1 de juny de 1975), va ser un jugador d'hoquei sobre herba alemany que va competir durant les dècades de 1930 i 1940.
El 1936 va prendre part en els Jocs Olímpics de Berlín, on va guanyar la medalla de plata com a membre de l'equip alemany en la competició d'hoquei sobre herba. En el seu palmarès també destaca la lliga alemanya de 1939 i 1943.